# Hennediella acletoi
Hennediella acletoi là một loài Rêu trong họ Pottiaceae. Loài này được (H. Rob.) R.H. Zander mô tả khoa học đầu tiên năm 1993.